# Bain de Valle
Bain es un personaje ficticio creado por el escritor británico J. R. R. Tolkien en su legendarium. Era el hijo de Bardo el Arquero, el hombre de la Ciudad de Valle que mató al dragón Smaug, para después convertirse en rey. Empezó su reinado en el año 2977 T. E., y este duró treinta años hasta el 3007 T. E., cuando cedió el trono a su hijo Brand.
El personaje aparece como un niño en las películas El hobbit: la desolación de Smaug (2013) y El hobbit: la batalla de los Cinco Ejércitos (2014), interpretado por el actor John Bell.

| Predecesor: Bardo I | Rey de la Ciudad de Valle 2977 - 3007 T. E. | Sucesor: Brand |